# Xinglong (sockenhuvudort i Kina, Jilin Sheng, lat 42,26, long 127,39)
Xinglong är en sockenhuvudort i Kina. Den ligger i provinsen Jilin, i den nordöstra delen av landet, omkring 250 kilometer sydost om provinshuvudstaden Changchun. Antalet invånare är 8 791. Befolkningen består av 4 088 kvinnor och 4 703 män. Barn under 15 år utgör 14,0 %, vuxna 15-64 år 76 %, och äldre över 65 år 9,0 %.
Runt Xinglong är det ganska glesbefolkat, med 48 invånare per kvadratkilometer. Närmaste större samhälle är Songjianghe, 11,4 km sydost om Xinglong. I omgivningarna runt Xinglong växer i huvudsak blandskog.
Genomsnittlig årsnederbörd är 1 146 millimeter. Den regnigaste månaden är juli, med i genomsnitt 285 mm nederbörd, och den torraste är januari, med 12 mm nederbörd.